# 凪の憂鬱
『凪の憂鬱』（なぎのゆううつ）は、磯部鉄平監督の日本映画。2023年4月21日公開。ウェブドラマ『凪の憂鬱』高校生編・大学生編につづく第3弾で、初の劇場公開作品。

## 概要
監督の磯部鉄平と主演の辻凪子が「気が向いたときに撮る」シリーズの、初の劇場公開作品。最初の短編作品「凪の憂鬱」（高校生編）を2018年に発表。北海道の網走を舞台に、大阪から転校してきた高校生・凪を描いた。続いて2020年に「大学生編」を大阪で撮影。ウェブドラマの形で、YouTubeで全7話の連作を発表。長編映画『凪の憂鬱』はその後の、社会人編として企画が開始。2021年に大阪で撮影を行った。
舞台となった関西では、先行して2022年12月にシアターセブンで、2023年3月に塚口サンサン劇場で、それぞれ特別上映を開催。2023年4月の正式劇場公開後は口コミで人気が拡大し、東京・下北沢のシモキタ - エキマエ - シネマ「K2」では7週間のロングラン上映を達成した。

登場人物の名前は、出演者の名前の一部をそのまま使用。コロナ禍は劇中でもリアルな出来事として描かれており、マスクをしているシーンも多い。大阪の十三や塚本、天神橋筋六丁目、塚口サンサン劇場などオール関西ロケで制作された。

## 登場人物
凪
演 ‐ 辻凪子
「高校生編」「大学生編」と続く「凪の憂鬱」シリーズの主人公。基本的にはツッコミポジションで、周囲の自由さに振り回されて生きている。高校生編では北海道に転校。大学生編では大阪にもどり、バイト先の同僚・詩音を少し気にする青春を送る。今回の映画では大阪で契約社員として働いている。
根矢
演 ‐ 根矢涼香
今作から登場。あみが東京で仲良くなった友人で、音楽やイラストを得意とする快活な女性。凪とも仲良くなり、有給休暇中の凪をいろんなところに連れ出す。
詩音
演 ‐ 佐々木詩音
「大学生編」から登場。凪とはバイト先が一緒で、凪からは好意を向けられているが、本人が気づいた描写はない。大学卒業後は東京に行っていたが、映画では大阪の自転車屋を手伝っているとき、凪と再会する。
あみ
演 ‐ 佐藤あみ
「大学生編」から登場。凪の友人で、対等にやり取りできる間柄。よくケンカもする。バイトをしながら映像制作をしており、今回は根矢のライブの映像を撮影したり、ドラマを作ろうとして凪ともめたりする姿が描かれる。
晴
演 ‐ 川久保晴
「大学生編」から登場。あみの映像撮影チームの一人。
初音
演 ‐ 薬師寺初音
「大学生編」から登場。あみの映像撮影チームの一人。
凪の会社の先輩
演 ‐ 屋敷紘子
映画から初登場。
怪談師の男性
演 ‐ 川本三吉
映画から初登場。

## 音楽
- 主題歌 - 小林未奈「メロディを思い出して」
- 劇中曲 - 根矢涼香「rail on the road」「MariA」

## スタッフ
- 監督・脚本・編集：磯部鉄平
- プロデューサー：谷口慈彦
- 共同プロデューサー：和田裕之
- 脚本：谷口慈彦、永井和男
- 撮影・照明：小林健太
- 録音・整音：杉本崇志
- 助監督・美術：高木啓太郎
- ヘアメイク：夏海
- 音楽：kafuka(江島和臣)
- 宣伝：浦谷晃代
- HP・ポスターデザイン：河合良美
- 製作：belly roll film／Japan Wing株式会社
- 配給：モクカ